# بوروایلر
بوروایلر (به آلمانی: Burrweiler) یک شهر در آلمان است که در زودلیشه واینشتراسه واقع شده‌است.